# Kluci to taky chtěj... a pořád!
Kluci to taky chtěj... a pořád! (v německém originále Knallharte Jungs) je německá filmová komedie z roku 2002. Režisérem filmu je Granz Henman. Hlavní role ve filmu ztvárnili Tobias Schenke, Axel Stein, Diana Amft, Rebecca Mosselman a Miriam von Versen.

## Obsazení
| Tobias Schenke    | Florian             |
| Axel Stein        | Red Bull            |
| Diana Amft        | Maja                |
| Rebecca Mosselman | Silke               |
| Miriam von Versen | paní Müllerschönová |
| Nicky Kantor      | Schumi              |
| Tom Lass          | Dirk                |
| Tara Young        | teta Eva            |